# 卡洛斯·达格拉萨
卡洛斯·达格拉萨（葡萄牙語：Carlos da Graça，全名，卡洛斯·阿尔贝托·蒙泰罗·迪亚斯·达格拉萨，1931年12月22日—2013年4月17日）圣多美和普林西比民主共和国政治人物，曾于1994年至1995年任总理。

## 生平
1988年至1990年期间，达格拉萨任圣多美和普林西比民主共和国外交部长，并曾在任职期间于1989年访问中华人民共和国。
1994年10月25日，达格拉萨就任总理职务，1995年8月15日，在时任总统米格尔·特罗瓦达出国访问期间，军人Manuel Quintas de Almeida政变夺权，达格拉萨也遭到扣押，后经双方调停，政变和平解决，8月21日达格拉萨恢复总理职务，直至1995年12月31日卸任。
达格拉萨曾参加1996年圣多美和普林西比民主共和国总统选举，但以5.4%的得票排名垫底未能成功。
2013年4月17日，因病于葡萄牙里斯本逝世。